# Liste der Kulturdenkmäler in Griesheim
Die folgende Liste enthält die in der Denkmaltopographie ausgewiesenen Kulturdenkmäler auf dem Gebiet  der  Stadt Griesheim, Landkreis Darmstadt-Dieburg, Hessen.
Hinweis: Die Reihenfolge der Denkmäler in dieser Liste orientiert sich zunächst an Stadtteilen und anschließend der Anschrift, alternativ ist sie auch nach der Bezeichnung oder der Bauzeit sortierbar.
Kulturdenkmäler werden fortlaufend im Denkmalverzeichnis des Landes Hessen durch das Landesamt für Denkmalpflege Hessen auf Basis des Hessischen Denkmalschutzgesetzes (HDSchG) geführt. Die Schutzwürdigkeit eines Kulturdenkmals hängt nicht von der Eintragung in das Denkmalverzeichnis des Landes Hessen oder der Veröffentlichung in der Denkmaltopographie ab.

Das Vorhandensein oder Fehlen eines Objekts in dieser Liste ist keine rechtsverbindliche Auskunft darüber, ob es Kulturdenkmal ist oder nicht: Diese Liste entspricht möglicherweise nicht dem aktuellen Stand der offiziellen Denkmaltopographie. Diese ist für Hessen in den entsprechenden Bänden der Denkmaltopographie Bundesrepublik Deutschland und im Internet unter DenkXweb – Kulturdenkmäler in Hessen einsehbar. Auch diese Quellen sind, obwohl sie durch das Landesamt für Denkmalpflege Hessen aktualisiert werden, nicht immer aktuell, da es im Denkmalbestand immer wieder Änderungen gibt.
Eine verbindliche Auskunft erteilt allein das Landesamt für Denkmalpflege Hessen.
Nutze diese Kartenansicht, um Koordinaten in der Liste zu setzen. In dieser Kartenansicht sind Kulturdenkmale ohne Koordinaten mit einem roten bzw. orangen Marker dargestellt und können in der Karte gesetzt werden. Kulturdenkmale ohne Bild sind mit einem blauen bzw. roten Marker gekennzeichnet, Kulturdenkmale mit Bild mit einem grünen bzw. orangen Marker.

## Kulturdenkmäler nach Ortsteilen

### Griesheim
| Bild | Bezeichnung                                                       | Lage                                                        | Beschreibung | Bauzeit                  | Daten |
| --- | ----------------------------------------------------------------- | ----------------------------------------------------------- | --- | ------------------------ | ----- |
| Carlo Mierendorf Grundschule. Denkmalgeschütztes Gebäude in Griesheim, Am Schwimmbad 10                                                                                         | Schule                                                            | Am Schwimmbad 10 LageFlur: 49, Flurstück: 43/32             | |                          |       |
| Wohnhaus | Wohnhaus                                                          | Bessunger Straße 51 LageFlur: 27, Flurstück: 316/4          | Eckbau mit Mansarddach und breitem Eckturm | 1911                     |       |
| |                                                                   | Bessunger Straße 53 LageFlur: 13, Flurstück: 112            | |                          |       |
| weitere Bilder | Friedhof                                                          | Friedhofsweg 10 LageFlur: 8, Flurstück: 83/2                | | 1903                     |       |
| Wohnhaus | Wohnhaus                                                          | Groß-Gerauer-Straße 16 LageFlur: 1, Flurstück: 477/1        | Zweigeschossiges giebelständiges Fachwerkhaus mit Krüppelwalmdach, Ende 18. Anfang 19. Jahrhundert |                          |       |
| Wohn- und Geschäftshaus | Wohn- und Geschäftshaus                                           | Groß-Gerauer-Straße 18 LageFlur: 1, Flurstück: 474/2        | Das Gebäude Nr. 18 wurde kurz vor 1900 durch die jüdische Kaufmannsfamilie Löb errichtet. Im hinteren Teil des Anwesens befindet sich die restaurierte „Museums-Scheune“, die vom Grundstück der Familie Schupp hierher versetzt wurde. | Erstes Jahrzehnt 20. Jh. |       |
| |                                                                   | Groß-Gerauer-Straße 22 LageFlur: 1, Flurstück: 265/2        | Bei dem 1620 errichteten Fachwerkhaus mit steinernem Unterbau handelt es sich um das älteste noch vorhandene Gebäude Griesheims. Es hat die Verwüstungen des 30-jährigen Krieges wie auch des 2. Weltkrieges überstanden. |                          |       |
| Wohn- und Geschäftshaus | Wohn- und Geschäftshaus                                           | Groß-Gerauer-Straße 24 LageFlur: 1, Flurstück: 1236         | Das Anwesen war Ende des 19. Jahrhunderts durch die Samenhandlung Nungesser gebaut worden. Zu seiner wechselvollen Geschichte gehört die Funktion als Kino ab 1914. Unter Beachtung der Belange des Denkmalschutzes wurde das große Gebäude durch die Stadt Griesheim als jetziger Eigentümer modernisiert und als „Bürgerhaus am Kreuz“ sowie als Domizil eines Kindergartens umgestaltet. |                          |       |
| Wohnhaus | Wohnhaus                                                          | Groß-Gerauer-Straße 38 LageFlur: 1, Flurstück: 198/1        | Eingeschossiges giebelständiges Fachwerkhaus mit steilem gebrochenen Dach, Ende 19. Jh. |                          |       |
| Wohnhaus | Wohnhaus                                                          | Kreuzgasse 10 LageFlur: 1, Flurstück: 219/3                 | Eingeschossiges giebelständiges Fachwerkhaus mit steilem gebrochenen Dach |                          |       |
| weitere Bilder | Windkanal                                                         | Lilienthalstraße LageFlur: 117, Flurstück: 226/1            | | 1935                     |       |
| weitere Bilder | Wohnhaus                                                          | Oberndorfer Straße 1 LageFlur: 1, Flurstück: 582/2          | Zweigeschossiges Fachwerk-Eckhaus, 2. Hälfte 17. Jh., nach einem Ahnherr der Eigentümer, Nikolaus, im Volksmund „Nikelose-Haus“ genannt. |                          |       |
| |                                                                   | Oberndorferstraße 3 LageFlur: 1, Flurstück: 587/2           | |                          |       |
| |                                                                   | Oberndorferstraße 16 LageFlur: 1, Flurstück: 1016/2         | |                          |       |
| |                                                                   | Pariser Gasse 5 LageFlur: 1, Flurstück: 342/2               | |                          |       |
| weitere Bilder | Pfarrhaus                                                         | Pfarrgasse 2 LageFlur: 1, Flurstück: 408                    | Zweigeschossiger giebelständiger Bau mit Fachwerkobergeschoss auf massivem Erdgeschoss | 1629–1634                |       |
| |                                                                   | Pfarrgasse 3 LageFlur: 1, Flurstück: 375/2                  | |                          |       |
| weitere Bilder | Evangelische Kirche                                               | Pfarrgasse 7–9 LageFlur: 42, Flurstück: 136/2               | Hallenkirche mit 3/6-Schluss, 1681 Erneuerung des Kirchenschiffs aus dem 12. Jh., 1749 Abriss des Chores von 1511 und Verlängerung des Kirchenschiffs |                          |       |
| Familiengruft des Prinzen Friedrich August, Landgrafen von Hessen | Familiengruft des Prinzen Friedrich August, Landgrafen von Hessen | Pfarrgasse 7–9 LageFlur: 42, Flurstück: 136/2               | Im Auftrag der bürgerlichen Gattin des Prinzen, Karoline von Friedrich, geb. Seitz 1809 in klassizistischen Formen errichtet. Einziger Bestatteter ist ihr Sohn Freiherr Ferdinand August von Friedrich. | 1809                     |       |
| Wohnhaus | Wohnhaus                                                          | Pfützenstraße 8 LageFlur: 1, Flurstück: 356/6               | Zweigeschossiges giebelständiges Fachwerkhaus | um 1800                  |       |
| Wohnhaus | Wohnhaus                                                          | Pfützenstraße 15 LageFlur: 1, Flurstück: 417/3              | Zweigeschossiges traufständiges verputztes Fachwerkhaus |                          |       |
| Hohe Brücke von 1749, über sie führte der Verbindungsweg zwischen der Residenz Darmstadt und dem Schloß Dornberg, Sitz des landgräflichen Amtmanns (Quelle:Tafel an der Brücke) | Hohe Brücke                                                       | Gewann Vor der hohen Brücke LageFlur: 41, Flurstück: 1      | | 1749                     |       |
| |                                                                   | Wilhelm-Leuschner-Straße 5 LageFlur: 1, Flurstück: 1061/7   | |                          |       |
| Wohnhaus | Wohnhaus                                                          | Wilhelm-Leuschner-Straße 13 LageFlur: 1, Flurstück: 1057/1  | Zweigeschossiges Steinhaus, 1905 von Georg Gehrhardt erbaut | 1905                     |       |
| |                                                                   | Wilhelm-Leuschner-Straße 19 LageFlur: 1, Flurstück: 1155/3  | |                          |       |
| Straßenbahndepot | Straßenbahngebäude                                                | Wilhelm-Leuschner-Straße 58 LageFlur: 2, Flurstück: 792/5   | Empfangsgebäude und Depot der elektrischen Straßenbahn | 1926                     |       |
| |                                                                   | Wilhelm-Leuschner-Straße 213 LageFlur: 12, Flurstück: 517/1 | |                          |       |
| |                                                                   | Wilhelm-Leuschner-Straße 215 LageFlur: 12, Flurstück: 516/1 | |                          |       |
| Ehemaliges Offizierskasino | Ehemaliges Offizierskasino                                        | Wilhelm-Leuschner-Straße 217 LageFlur: 12, Flurstück: 515/6 | | um 1900                  |       |